# Rishloo
 (janvier 2018).
Si vous disposez d'ouvrages ou d'articles de référence ou si vous connaissez des sites web de qualité traitant du thème abordé ici, merci de compléter l'article en donnant les références utiles à sa vérifiabilité et en les liant à la section « Notes et références ».
Rishloo est un groupe indépendant de rock progressif américain, fondé à Seattle en 2002.
Leur premier album, Terras Fames, est paru en 2004 et fut vendu à 2000 exemplaires. Dans cet album plutôt anecdotique, le jeune groupe y définit déjà son identité. Fortement inspiré de Tool, de The Mars Volta ou encore Porcupine Tree.
Celui-ci donnant pied à leur deuxième album Eidolon paru en 2007. Encore une fois auto-produit, il s'est principalement fait connaître à travers le site web Last.fm, où en six mois son nombre d'auditeurs a augmenté de 220 000 à plus d'un million. C'est avec cet album qu'on remarque immédiatement le talent au chant de Andrew Mailloux qui nous rappel le chanteur Maynard James Keenan ou Freddie Mercury. Ce fut aussi le premier album avec le batteur Jesse Smith.
En 2009, ils publient leur troisième album, Feathergun. L'album est un succès, principalement grâce à la puissante voix d’Andrew Mailloux, qui prend littéralement le contrôle de la chanson.
En 2012, les relations sont de plus en plus tendues au sein du groupe. C'est ainsi que Andrew Mailloux se retire, laissant inachevé le quatrième album alors en cours de création. La même année, les membres restants créent un nouveau groupe nommé The Ghost Apparatus, qui sort un single intitulé Winslow.
Jusque-là, Rishloo avait construit une base de fans mondiale avec des comparaisons avec des groupes tels que Tool, Dredg et The Mars Volta, tout en peaufinant progressivement leur propre perspective unique sur le genre rock progressif psychédélique. En 2014, Rishloo a surpris ses fans en annonçant que le groupe se reformait et qu'ils enregistreraient le très attendu quatrième album, intitulé Living As Ghosts With Buildings As Teeth. L’album a été salué par leurs fans avec les chansons telle que Just A Ride, Landmines, Dark Charade et The Great Rain Beatle.

## Membres
- Andrew (Drew) Mailloux : chant
- David Gillett : guitare
- Jesse Smith : batterie
- Soyez Rydquist : basse

## Discographie
- 2004 : Terras Fames
- 2007 : Eidolon
- 2009 : Feathergun
- 2014 : Living As Ghosts With Buildings As Teeth